# Пацифички северозапад
Пацифички северозапад (енгл. Pacific Northwest) је област на западу Северне Америке омеђена Тихим океаном на западу и, грубо, од Стеновитих планина на истоку. Иако не постоји договорена граница, заједничка концепција укључује америчке савезне државе Орегон , Вашингтон и канадску провинцију од Британску Колумбију. Шире концепција иде на север до Аљаске и Јукона, на југ до приморских и планинских регија северне Калифорније, а источно до Ајдаха и западне Монтане, западног Вајоминга и западне Алберте, све до континенталне вододелнице. Уже дефиниције могу бити ограничена на Северозапад САД или на приобална подручјима западно од Каскадских и Обалских планина. Разноврсност дефиниција се може делимично приписати сличностима у регионалној историји, географији, друштву, као и другим факторима.